# Waldoboro
Waldoboro è un comune degli Stati Uniti d'America, situato nello Stato del Maine, nella contea di Lincoln.